# Berlinia
Berlinia je rod mahunarki iz tropske Afrike. Pripada mu dvadesetak vrsta zimzelenog drveća i grmova.

## Vrste
1. Berlinia auriculata Benth.
2. Berlinia bracteosa Benth.
3. Berlinia bruneelii (De Wild.) Torre & Hillc.
4. Berlinia confusa Hoyle
5. Berlinia congolensis (Baker f.) Keay
6. Berlinia coriacea Keay
7. Berlinia craibiana Baker f.
8. Berlinia delevoyi De Wild.
9. Berlinia giorgii De Wild.
10. Berlinia grandiflora (Vahl) Hutch. & Dalziel
11. Berlinia hollandii Hutch. & Dalziel
12. Berlinia immaculata Mackinder & Wieringa
13. Berlinia korupensis Mackinder & Burgt
14. Berlinia occidentalis Keay
15. Berlinia orientalis Brenan
16. Berlinia phenacoa Mackinder
17. Berlinia rabiensis Mackinder
18. Berlinia razzifera Mackinder & Wieringa
19. Berlinia sapinii De Wild.
20. Berlinia tomentella Keay
21. Berlinia viridicans Baker f.